# Aéroport de Ouarzazate
L'aéroport de Ouarzazate est un aéroport international marocain se situant à Ouarzazate.

## Infrastructures et équipements
D'une superficie de 3 200 m2, le terminal de l'aéroport dispose d'une capacité de 260 000 passagers par an.

## Situation

### Carte des aéroports du Maroc
| \| 100 km1:10 004 000 \| Ouezzane Agadir Al Hoceima Meknès Béni Mellal Bouarfa Casablanca-Tit Mellil Casablanca-Mohammed V Errachidia Essaouira Fès Guelmim Ifrane Kénitra Khouribga Marrakech Nador Ouarzazate Oujda Rabat-Salé Tanger Zagora Tan-Tan Tarfaya Tétouan Benslimane Sidi Slimane Inezgane Ben Guerir Taroudant Taza |
| 100 km1:10 004 000 |

## Compagnies et destinations
| Compagnies              | Destinations                                            |
| ----------------------- | ------------------------------------------------------- |
| Royal Air Maroc Express | Casablanca-Mohammed-V, Zagora                           |
| Ryanair                 | Barcelone-El Prat, Londres-Stansted, Marseille-Provence |
| Transavia France        | Paris-Orly                                              |

Edité le 04/08/2023

## Statistiques

### En graphique
Pour des raisons techniques, il est temporairement impossible d'afficher le graphique qui aurait dû être présenté ici.

Voir la requête brute et les sources sur Wikidata.

### En tableau
| 1998   | 1999   | 2000   | 2001   | 2002   | 2003   | 2004   | 2005   | 2006   | 2007    |
| ------ | ------ | ------ | ------ | ------ | ------ | ------ | ------ | ------ | ------- |
| 72 876 | 79 216 | 85 749 | 74 080 | 67 418 | 69 497 | 70 822 | 90 727 | 96 140 | 103 561 |

Source : Statistiques de l'Aéroport de Ouarzazate